# Vandkraft-projektet Xe-Pian Xe-Namnoy
Knyttet til floderne Xe-Pian og Xe-Namnoi (Xe Namnoy, på engelsk) findes et projekt for at bygge et vandkraftværk i Laos som producerer 480 Megawatt. Anlægget ligger delvis i Champasak provins og delvis i Attapeuprovins; Dæmningerne ligger i Champasak provins. Det formelle navn på projektet er Xe-Pian Xe-Namnoy Hydroelectric Power Project.
Bygherren er Xe-Pian Xe-Namnoy Power - et aktieselskab.

## Historie
Bygningen startede i februar 2013.
En af dæmningerne på anlægget kollapset den 23. juli 2018 - Dæmning-kollapset i Laos i 2018.

## Tekniske data
Dæmningerne er blandt andet:
- Xe-Namnoi-dæmningen (Xe-Namnoy-, på engelsk) – 73,7 m højde, 1600 m længde, 522 km2 nedslagsfelt; volume på reservoiret - 1,043 milliarder kubikmeter (type: [ steinfyllingsdam, eller] Clay Core Rock Fill Dam[2])
- Xe-Pian-dæmningen – 48 m højde, 1307 m længde, 217 km2 nedslagsfelt, 28,72 millioner kubikmeter reservoir-volume (type: Clay Core Rock Fill Dam kombineret med gravitasjonsdemning i beton[2])
- Houay Makchanh-dæmningen – 81 km2 nedslagsfelt,[2]

Et af reguleringsmagasinerne har (i juni 2018)
- "fjeldovergangsdæmning D", eller Saddle 'D'[3] [eller "sadel D"]; Dæmningen er 1 af 3 «earth-filled auxiliary dams», skrev medierne.[4]